# 옥신
옥신(auxin)은 식물의 생장 조절 물질의 하나로 성장 / 발근을 촉진하고, 낙과를 방지하며, 착과를 조절한다.
귀리의 자엽초 끝부분에서 만들어진 것과 비슷한 역할을 하는 물질을 총칭하여 '옥신'이라고 한다. 그런데 옥신이라는 이름이 처음 붙여진 때는 그 물질은 발견되지 않았고, 역할만이 알려졌을 뿐이었다. 그 후 사람의 오줌 속에서 식물 생장을 촉진하는 물질이 발견되어 이것이야말로 옥신이라 생각되었지만, 실제로 식물체 안에서 찾아볼 수가 없었다. 그러다가, 하등 식물에서 이것과 전혀 다른 물질이지만 비슷한 역할을 하는 것이 발견되어 헤테로옥신이라 불렸다. 이 물질이 바로 오늘날 식물체에서 널리 찾아볼 수 있는 인돌아세트산(IAA)으로, 옥신의 본체가 되는 물질이다.

## 옥신량의 측정
식물체에 들어 있는 옥신량을 알아보려면 옥신을 순수하게 추출하여 그 무게를 재든가 화학적인 방법으로 조사하면 되지만, 실제로는 쉬운 일이 아니다. 그 이유는 식물체 속에 옥신 함량이 매우 미량이기 때문이다. 그러므로 옥신량을 측정할 때는 옥신이 식물체에 미치는 효과를 이용하는 것이 더 편리한 방법이다. 즉, 귀리의 자엽초에 옥신을 주면, 자엽초는 주어진 옥신량에 거의 비례적으로 신장하며, 또 매우 미량의 옥신에 대해서도 민감하게 반응을 나타내므로, 이 신장 정도를 이용하여 옥신량을 측정할 수 있다.

### 귀리의 굴곡 실험
귀리의 자엽초 끝을 잘라 이것을 한천에 올려놓은 다음 수시간 동안 방치한다. 그 후, 자엽초 끝의 조각들을 들어내고, 한천 조각만을 끝을 잘라낸 귀리의 한 쪽에 올려놓는다. 얼마 지나서 귀리는 한천 조각을 올려놓은 반대쪽 방향으로 굽어 있는 것을 볼 수 있다. 이것은 한천 조각이 닿은 부분은 옥신으로 생장이 촉진되어 자엽초가 신장된 반면, 그 반대쪽은 신장되지 않았기 때문이다, 이 때의 굴곡도는 옥신으로 인한 신장도에 비례한다. 즉, 옥신량과 비례하는 것이다. 그러므로 여러 농도의 옥신과 굴곡도와의 관계를 그래프에 그려놓으면, 이 그래프상에서 굴곡도를 비교하여 옥신의 농도를 알아낼 수 있다. 일반적으로, 이 실험을 귀리의 학명(Avena Sativa)을 따서 '아베나 테스트'라고 한다.

### 귀리의 신장 실험
자엽초의 생장부를 3-5mm 정도 잘라서 이것을 용액 속에 끼워 놓고, 일정 시간 뒤에 얼마 만큼 자라는가를 조사하여 옥신량을 알아보는 방법이다. 이 방법은 앞의 굴곡 실험보다 간편하지만, 옥신량에 대한 민감성은 그보다 뒤떨어진다.

## 식물체에서의 옥신 분포
이상과 같은 방법으로 옥신량을 재면, 식물체 안에서의 옥신 분포를 알 수 있다. 귀리의 자엽초에서는 앞에서 설명한 것과 같이 끝부분에서 만들어진 옥신이 생장부에 운반되어 그 부분의 신장을 촉진하며, 생장부 자체는 옥신을 만들지 않는다. 이와 마찬가지로, 뿌리에서도 끝부분에서 옥신이 만들어지며 줄기에서도 옥신은 끝눈에서 합성되어 아래쪽으로 옮겨간다. 한편, 어린 잎에서도 활발하게 생성된다. 이와 같이, 옥신은 몇 군데의 한정된 장소에서 합성되며, 그 곳에서 다른 곳으로 옮겨진다. 일반적으로 옥신은 어리고 활발하게 생장하는 부분에서 합성되는데, 이러한 곳에서는 그 함유량도 높다. 그러나 활발하게 합성된다고 하여도 식물체에 있는 옥신량은 아주 미소하여, 식물체1kg당 10µg(10－6g)정도밖에 되지 않는다.

## 옥신의 이동
옥신은 생성된 후 다른 곳으로 옮겨가서 그 곳에서 작용을 하는 물질로, 그 이동에는 방향성이 있다. 즉, 옥신은 항상 끝부분에서 밑으로 이동하며, 그 반대 방향으로는 이동하지 않는다. 이러한 방향성은 다른 물질에서는 찾아볼 수 없는 것이다. 이동 속도는 식물의 종류나 외적 조건에 따라 다르지만 대략 1시간에 1cm 정도이다.

## 옥신의 작용
가장 잘 알려진 옥신의 작용은 세포 신장을 촉진한다는 것이다. 이 때 식물의 모든 부위가 옥신 농도에 비례하여 생장하는 것은 아니고, 부위에 따라 생장 촉진 농도가 다르다. 예를 들면, 식물의 눈은 옥신 농도가 10-8몰일 때 생장이 최고로 촉진되나 뿌리의 생장은 억제된다. 이와 같이, 옥신은 신장에 미치는 영향 외에도 다른 여러 작용을 한다. 특히 중요한 것은 곁눈 생장의 억제·낙엽·낙과 조절, 열매의 생육 촉진·뿌리 발생 촉진 등이다.

### 곁눈의 생장 억제
큰 나무나 풀에서는 '끝눈 우세성'이 있어서, 끝눈이 왕성하게 생장하고 있는 동안은 곁눈의 생장이 억제된다. 그러나 끝눈을 잘라버리면, 그 바로 밑에 있는 곁눈이 생장하기 시작하는데, 이 때 끝눈을 자른 자리에 옥신을 발라주면 곁눈이 자라지 못한다. 이것은 같은 농도의 옥신이라도 끝눈에서는 생장을 촉진시키지만, 곁눈에서는 오히려 농도가 지나쳐 생장을 억제하기 때문이다.

### 낙엽·낙과의 억제
잎이나 열매가 식물체에서 떨어질 때는, 대부분의 경우 잎자루나 열매자루 밑에 지층이라고 하는 조직이 형성된다. 잎이나 열매는 이층을 경계로 하여 식물체에서 떨어지게 되므로, 이층이 형성되지 않으면 떨어지기 어렵게 된다. 옥신은 이러한 이층 형성을 억제하므로, 결과적으로 낙엽·낙과를 방지하게 되는 것이다. 이와 같은 현상을 이용하여 과수원에서는 옥신을 살포하여 낙과를 방지하고 있다.

### 열매의 형성
암꽃의 씨방은 수분이 이루어지지 않으면 시들어 식물체에서 떨어지지만, 수분이 이루어지면 자라서 열매를 맺게 된다. 이와 같이 열매를 맺기 위하여는 수분이 필요하다. 그러나 수분이 이루어지지 않더라도 옥신을 암술머리에 주면 씨방이 발달하기도 한다. 토마토나 후추는 이와 같이 하여 성숙한 열매를 얻을 수 있다. 하지만 대부분의 경우에는 수분에 이어 수정이 일어나서 씨가 형성되지 않으면 씨방만 생장하므로 성숙된 열매를 맺지 못하게 된다. 그 원인은 씨가 씨방 생장에 필요한 옥신을 씨방에 공급하지 못하기 때문이다. 그러나 토마토는 암술머리에 주어진 옥신에 의해 씨방이 커지면 씨방 자체가 옥신을 합성할 수 있으므로, 씨앗이 형성되지 않아도 씨방은 생장할 수 있다.
한편, 씨에서 만들어진 옥신은 씨방뿐만 아니라, 열매를 이루는 다른 부분에도 공급된다. 예를 들어, 딸기의 열매 부분은 꽃턱이 발달한 것이며, 겉에 붙어 있는 좁쌀 같은 것이 하나하나의 씨방이다. 수정 후 딸기의 씨방 부분을 떼어내면 꽃턱은 발달하지 않지만, 옥신을 주면 꽃턱이 발달하여 완전히 성숙한 열매를 이루게 된다. 이러한 사실은 열매가 자라는 데 옥신이 필요하며, 대부분의 경우 씨에서 옥신이 만들어져 씨방 또는 꽃턱에 공급되고 있음을 보여준다.

### 뿌리 발생 촉진
잘라낸 가지의 아래 끝에 뿌리가 생기는 것은 흔히 볼 수 있는 현상이다. 꺾꽂이는 바로 이러한 점을 이용한 것인데, 이 때 자른 가지의 아래 끝을 옥신으로 처리하면 뿌리 형성이 촉진되는 것을 볼 수 있다.

### 잡초 제거
옥신은 잡초를 없애는 데도 널리 쓰인다. 그 중 가장 잘 이용되는 것은 2,4－D이다. 이것은 극히 미량으로는 생장 호르몬의 작용을 하지만, 어느 농도 이상에서는 벼과식물을 제외한 잡초에 이상 생장을 일으켜 말라죽게 하는 효과가 있다. 그러므로 벼나 보리 등의 논밭에서 제초제로 널리 이용되고 있다.

## 같이 보기
- 제초제
- 굴성
- 빗자루병